# فهرست سفیران ایران در یونان
از سال ۱۲۴۰ روابط سیاسی بین ایران و یونان برقرار شد و سفرای ایران در استنبول، در آتن آکردیه بودند. در ۱۳ تیر ماه ۱۳۲۳ عباس فروهر به عنوان کاردار نزد دولت یونان مقیم قاهره اعزام گردید و تا پایان جنگ جهانی دوم این ماموریت را بعهده داشت.
سفارت ایران در آتن در اول خرداد ۱۳۳۹ توسط جعفر کفائی تأسیس شده و مشارالیه تا مهر ۱۳۴۱ سفیر بود. در آن تاریخ به علت صرفه‌جوی در بودجه، سفیر احضار و یکی از رایزنان سفارت به عنوان کاردار در آتن باقی ماند.

## پهلوی
- جعفر کفائی از اول خرداد ۱۳۳۹  تا مهر ۱۳۴۱
- منوچهر عظیما از خرداد ۱۳۴۵ تا آبان ۱۳۴۹
- جواد کوثر از آذر ۱۳۴۹ تا آذر ۱۳۵۲
- عزیرالله بیگ لیگ، سفیر از آذر ۱۳۵۲ تا تیر ۱۳۵۷
- پرویز سپهبدی، سفیر از تیر ۱۳۵۷  تا اردیبهشت ۱۳۵۸

## جمهوری اسلامی
- حسین شاه اویسی

- قاسم محبی ۱۳۷۰ تا ۱۳۷۵
- حبیاله بیازرا ۱۳۷۶ تا ۱۳۷۹
- محمدتقی مؤید ۱۳۷۹ تا ۱۳۸۲
- مهدی محتشمی ۱۳۸۲ تا ۱۳۸۷
- مهدی هنردوست ۱۳۸۷ تا ۱۳۹۰
- بهنام بهروز ۱۳۹۰ تا ۱۳۹۴
- مجید شبسنری ۱۳۹۴ تا ۱۳۹۸
- احمد نادری ۱۳۹۸ تا ۱۴۰۱
- ملک حسین گیوزاد ۱۴۰۲ تا اکنون[۱]